# Calyptranthes compactiflora
Calyptranthes compactiflora är en myrtenväxtart som beskrevs av Maria Lucia Kawasaki och Bruce K. Holst. Calyptranthes compactiflora ingår i släktet Calyptranthes och familjen myrtenväxter. Inga underarter finns listade i Catalogue of Life.